# Godøya (île)
Godøya  est une île appartenant à la commune de Giske, du comté de Møre og Romsdal, dans la mer de Norvège. C'est une île de l'archipel de Nordøyane.

## Description
L'île de 10,9 km2 est célèbre pour sa belle nature, dominée par la haute montagne Storhornet de 497 mètres et le grand lac Alnesvatnet. La plupart de la population vit sur le côté sud-est de l'île dans les villages de Godøy et Leitebakk (en), bien que le petit village de pêcheurs d'Alnes (en), avec l'ancien phare d'Alnes, soit situé sur le côté nord de l'île à environ 3 kilomètres via un tunnel à travers la haute montagne Sloktinden de 436 mètres. La Godøy Chapel (en) est située sur la côte sud de l'île. Le phare d'Høgsteinen se situe au sud de l'île.
Il y a beaucoup de terres agricoles cultivées le long des rives. La pêche et la transformation du poisson sont les principales industries de l'île. Il existe un tunnel sous-marin, le Godøy Tunnel (en), qui relie Godøya à l'île voisine de Giske. Il existe d'autres transports routiers sans ferry (y compris le Giske Bridge (en)) qui relient l'île à la ville d'Ålesund.

## Faune
Une faune variée peut être trouvée sur l'île, les mammifères tels que le cerf élaphe, le chevreuil, la loutre, le phoque commun et le vison d'Amérique sont prédominants. Les flancs montagneux escarpés de l'île abritent également un certain nombre de pygargue à queue blanche.

## Galerie

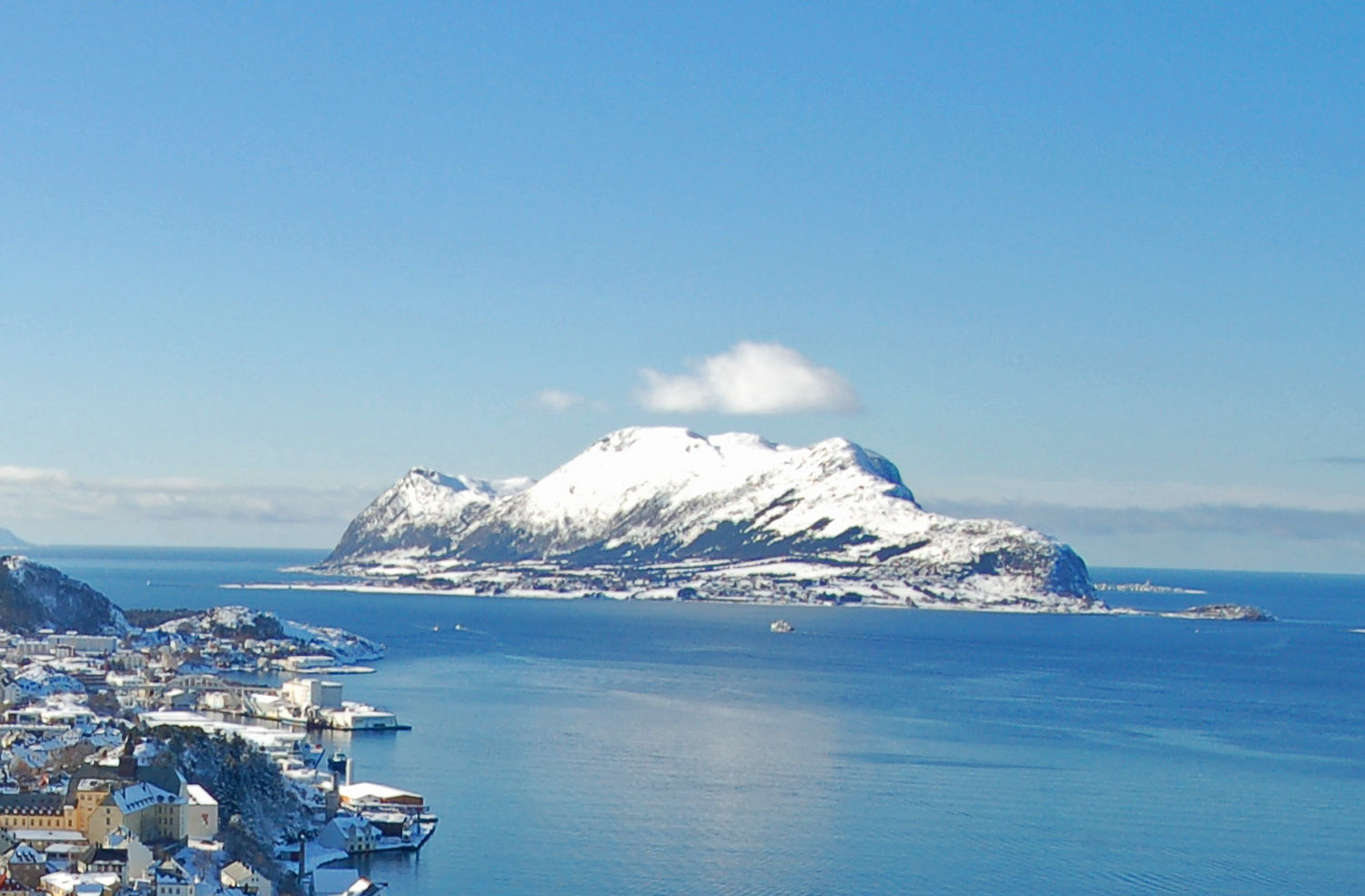
Godoya sous la neige
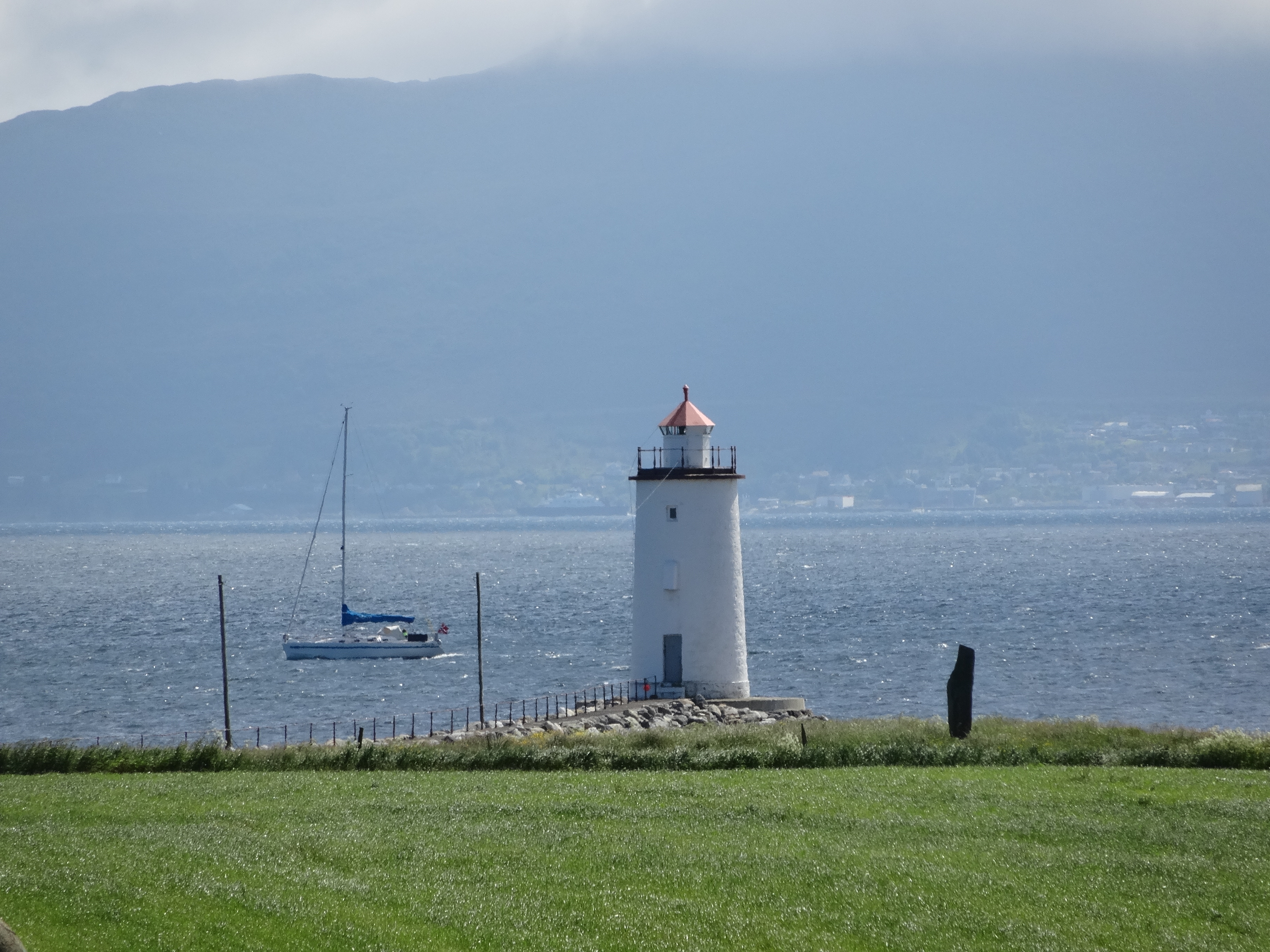
Le phare d'Høgsteinen
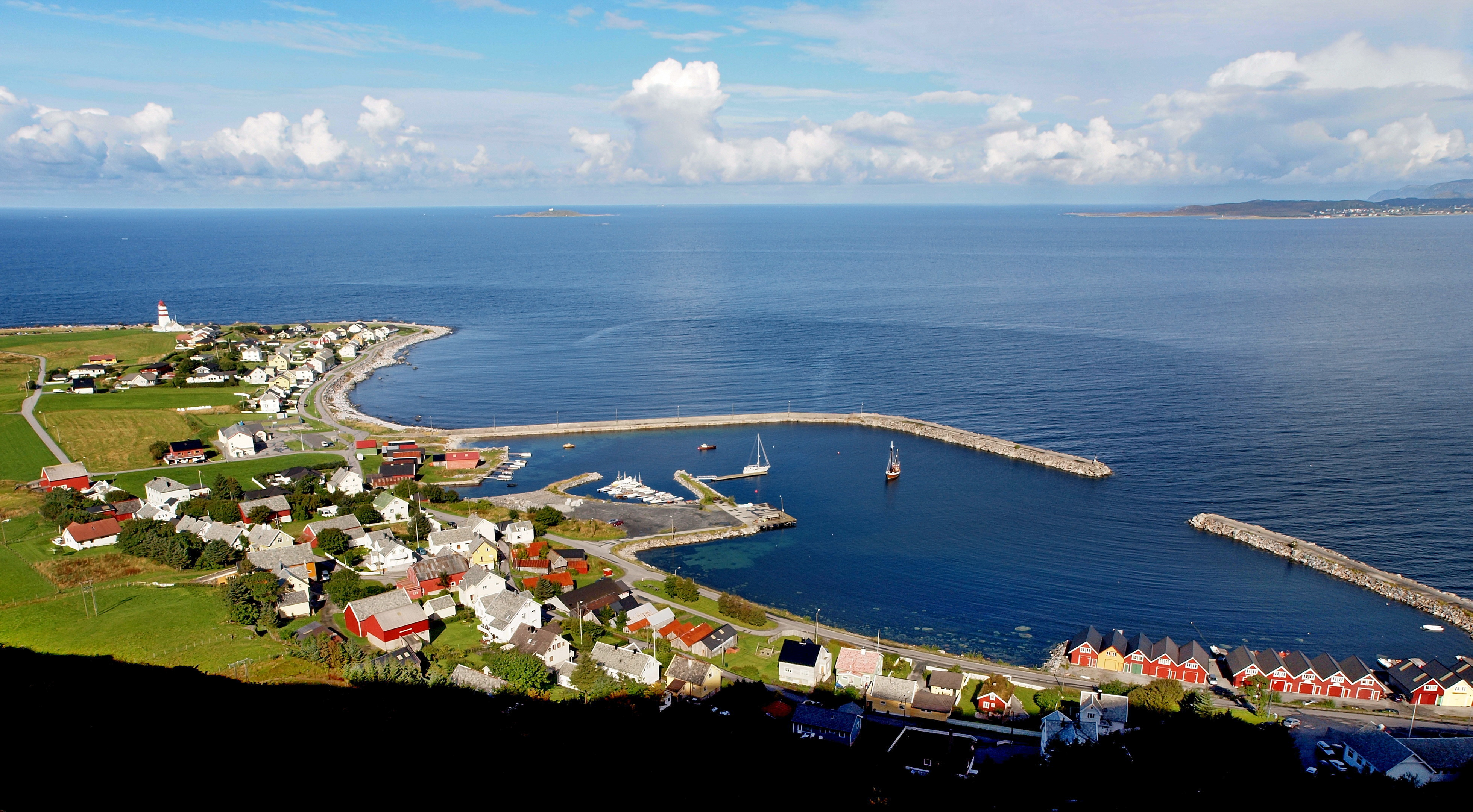
Village d'Alnes
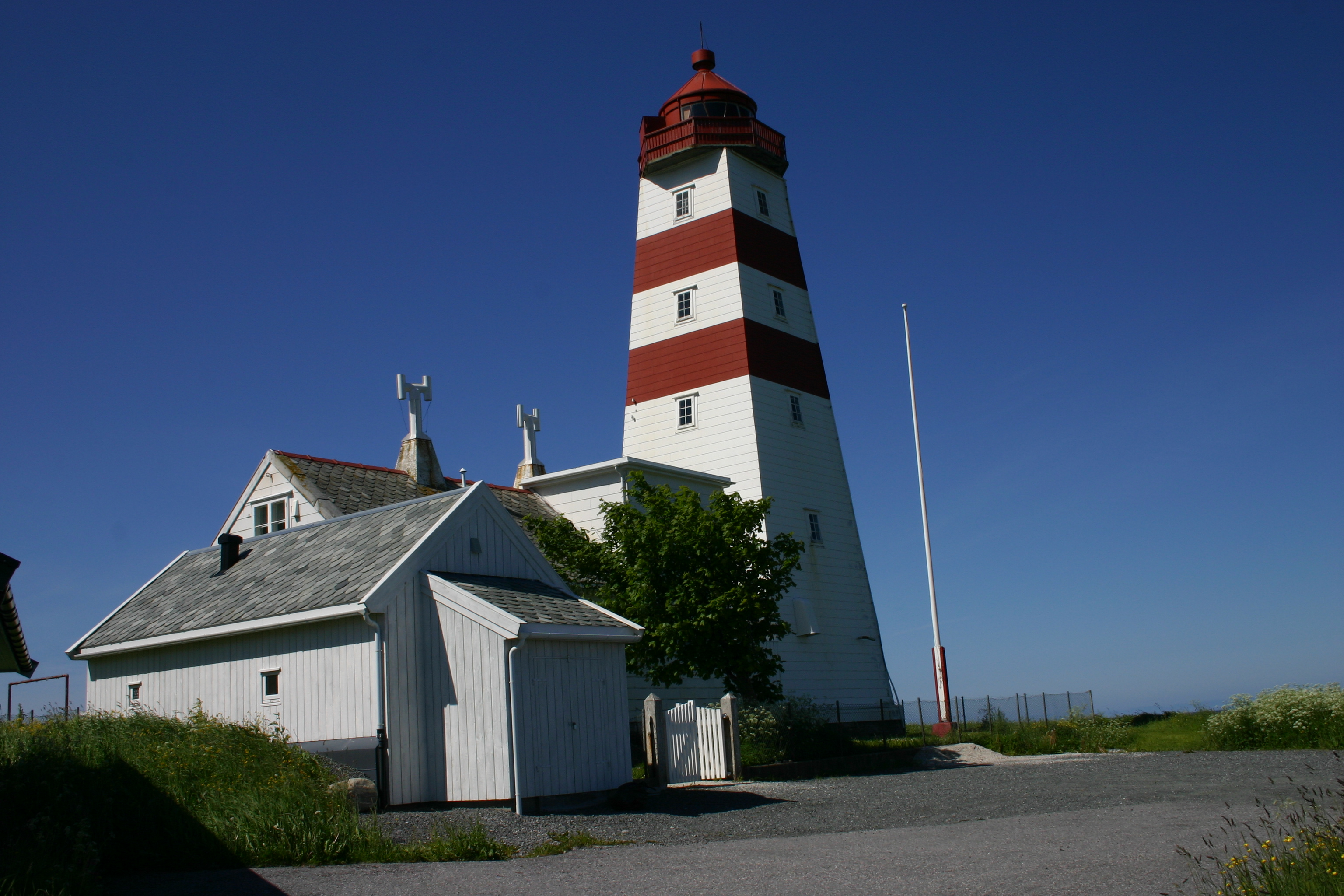
Le phare d'Alnes
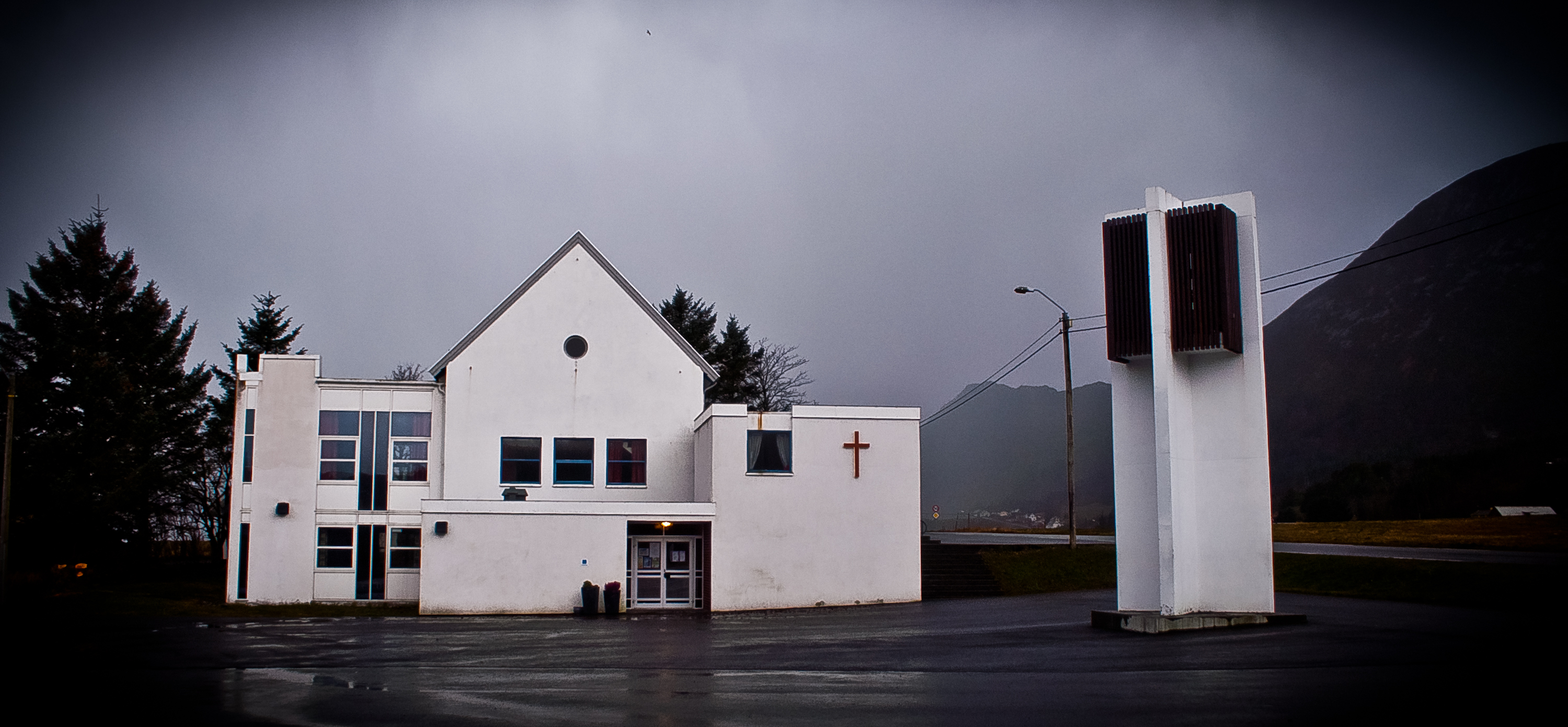
Lachapelle de Godoya